# Jednostka (serial telewizyjny)
Jednostka (ang. The Unit) – amerykański serial akcji, dramat, thriller. Opowiada o losach specjalnej jednostki wojskowej. Premiera miała miejsce w USA 7 marca 2006 roku w stacji CBS. W Polsce emitowany był w Telewizji Puls. W 2007 roku została wydana edycja DVD pierwszego sezonu z polskim lektorem przez firmę Imperial.
Film jest oparty na książce Erica Haneya Inside Delta Force: The Story of America’s Elite Counterterrorist Unit (ISBN 0-440-23733-5). The Unit został stworzony dla stacji CBS przez Davida Mameta, producentem jest Shawn Ryan.
Muzyka na wstępie serialu w dwóch pierwszych sezonach to adaptacja pieśni wojskowej Korpusu Piechoty Morskiej Fired Up... Feels Good skomponowana przez muzyka Roberta Duncana. Muzyka w trzecim sezonie jest skomponowana przez tego samego muzyka i nosi tytuł Walk the Fire.
Produkcja serialu została przerwana na czas strajków scenarzystów w USA. Tylko 11 odcinków zostało nagranych i pokazanych w telewizji. 4 sezon skończył się na 22 odcinku i został zakończony z możliwością kontynuowania.

## Jednostka
Jednostka jest organizacją nieznanego rozmiaru w armii Stanów Zjednoczonych podobną do Delta Force. Są w niej najlepsi żołnierze armii USA wybrani w testach. Działa pod nazwą 303rd Logistical Studies Unit.
Komandosi odpowiadają tylko przed prezydentem Stanów Zjednoczonych. Ich misje to pilnie strzeżone tajemnice państwowe. Zajmują się walką z terroryzmem, ochroną ważnych osobistości, odbijaniem zakładników oraz uczestnictwem w wielu niebezpiecznych akcjach. Rozkazy są wydawane przez płk. Toma Ryana.
Żony żołnierzy z dziećmi mieszkają w jednostce. Otrzymują one minimalne informacje na temat pracy ich mężów. Wiedzą o tym, że wykonują oni niebezpieczne misje w kraju lub za granicą. Rodzina nie może mówić o pracy żołnierza, gdyż niesie to za sobą konsekwencje. Najczęściej taki członek zostaje wyrzucony z jednostki. Jeżeli komandos zginie w akcji, żona otrzymuje informację, że mąż zginął na misji treningowej, gdyż ze względu na bezpieczeństwo miejsce misji jest tajne.

## Aktorzy
| Aktor                 | Rola             | Pseudonim    |
| --------------------- | ---------------- | ------------ |
| Dennis Haysbert       | Jonas Blane      | Snake Doctor |
| Regina Taylor         | Molly Blane      |              |
| Scott Foley           | Bob Brown        | Cool Breeze  |
| Audrey Marie Anderson | Kim Brown        |              |
| Max Martini           | Mack Gerhardt    | Dirt Diver   |
| Robert Patrick        | Tom Ryan         | Dog Patch 06 |
| Abby Brammell         | Tiffy Gerhardt   |              |
| Michael Irby          | Charles Grey     | Betty Blue   |
| Demore Barnes         | Hector Williams  | Hammer Head  |
| Nicole Steinwedell    | Bridget Sullivan | Red Cap      |
| Wes Chatham           | Sam McBride      | Whiplash     |

## Odcinki

### Sezon 1
| Numer | Tytuł                          | Data premiery | Polska premiera (FOX Polska) |
| ----- | ------------------------------ | ------------- | ---------------------------- |
| 1     | First Responders               | 07/03/2006    | 15/06/2013                   |
| 2     | Stress                         | 14/03/2006    | 22/06/2013                   |
| 3     | 200th Hour                     | 21/03/2006    | 29/06/2013                   |
| 4     | True Believers                 | 28/03/2006    | 06/07/2013                   |
| 5     | Non Permissive Environment     | 04/04/2006    | 06/07/2013                   |
| 6     | Security                       | 11/04/2006    | 13/07/2013                   |
| 7     | Dedication                     | 18/04/2006    | 13/07/2013                   |
| 8     | Sere                           | 25/04/2006    | 20/07/2013                   |
| 9     | Eating the Young               | 02/05/2006    | 20/07/2013                   |
| 10    | Unannounced                    | 09/05/2006    | 27/07/2013                   |
| 11    | Exposure                       | 09/05/2006    | 27/07/2013                   |
| 12    | Morale, Welfare And Recreation | 16/05/2006    | 03/08/2013                   |
| 13    | The Wall                       | 16/05/2006    | 03/08/2013                   |

### Sezon 2
| Numer | Tytuł               | Data premiery | Polska premiera (FOX Polska) |
| ----- | ------------------- | ------------- | ---------------------------- |
| 1     | Change of Station   | 19/09/2006    | 10/08/2013                   |
| 2     | Extreme Rendition   | 26/09/2006    | 10/08/2013                   |
| 3     | The Kill Zone       | 03/10/2006    | 17/08/2013                   |
| 4     | Manhunt             | 10/11/2006    | 17/08/2013                   |
| 5     | Force Majeure       | 17/11/2006    | 24/08/2013                   |
| 6     | Old Home Week       | 31/11/2006    | 24/08/2013                   |
| 7     | Off the Meter       | 07/11/2006    | 31/08/2013                   |
| 8     | Natural Selection   | 14/11/2006    | 31/08/2013                   |
| 9     | Report by Exception | 21/11/2006    | 07/09/2013                   |
| 10    | Bait                | 28/11/2006    | 07/09/2013                   |
| 11    | Silver Star         | 12/12/2006    | 14/09/2013                   |
| 12    | The Broom Cupboard  | 16/01/2007    | 14/09/2013                   |
| 13    | Sub Conscious       | 06/02/2007    | 21/09/2013                   |
| 14    | Johnny B. Good      | 06/02/2007    | 21/09/2013                   |
| 15    | The Water is Wide   | 13/02/2007    | 28/09/2013                   |
| 16    | Games of Chance     | 20/02/2007    | 28/09/2013                   |
| 17    | Dark of the Moon    | 27/02/2007    | 05/10/2013                   |
| 18    | Two Coins           | 20/03/2007    | 05/10/2013                   |
| 19    | Outsiders           | 03/04/2007    | 12/10/2013                   |
| 20    | In Loco Parentis    | 10/04/2007    | 12/10/2013                   |
| 21    | Bedfellows          | 24/04/2007    | 19/10/2013                   |
| 22    | Freefall            | 01/05/2007    | 19/10/2013                   |
| 23    | Paradise Lost       | 08/05/2007    | 26/10/2013                   |

### Sezon 3
| Numer | Tytuł                    | Data premiery |
| ----- | ------------------------ | ------------- |
| 1     | Pandemonium: Part 1      | 25/09/2007    |
| 2     | Pandemonium: Part 2      | 02/10/2007    |
| 3     | Always Kiss Them Goodbye | 09/10/2007    |
| 4     | Inside Out               | 16/10/2007    |
| 5     | Every Step You Take      | 23/10/2007    |
| 6     | M.P.s                    | 30/10/2007    |
| 7     | Five Brothers            | 06/11/2007    |
| 8     | Play 16                  | 13/11/2007    |
| 9     | Binary Explosion         | 20/11/2007    |
| 10    | Gone Missing             | 27/11/2007    |
| 11    | Side Angle Slide         | 18/12/2007    |

### Sezon 4
| Numer | Tytuł                 | Data premiery |
| ----- | --------------------- | ------------- |
| 1     | Sacrifice             | 28/09/2008    |
| 2     | Sudden Flight         | 05/10/2008    |
| 3     | Sex Trade             | 12/10/2008    |
| 4     | The Conduit           | 19/10/2008    |
| 5     | Dancing Lessons       | 26/10/2008    |
| 6     | Inquisition           | 02/11/2008    |
| 7     | Into Hell, Part 1     | 09/11/2008    |
| 8     | Into Hell, Part 2     | 16/11/2008    |
| 9     | Shadow Riders         | 23/11/2008    |
| 10    | Mislead and Misguided | 30/11/2008    |
| 11    | Switchblade           | 21/12/2008    |
| 12    | Bad Beat              | 04/01/2009    |
| 13    | The Spear of Destiny  | 11/01/2009    |
| 14    | The Last Nazi         | 15/02/2009    |
| 15    | Hero                  | 08/03/2009    |
| 16    | Hill 60               | 15/03/2009    |
| 17    | Flesh and Blood       | 22/03/2009    |
| 18    | Best Laid Plans       | 29/03/2009    |
| 19    | Whiplash              | 12/04/2009    |
| 20    | Chaos Theory          | 26/04/2009    |
| 21    | Endgame               | 03/05/2009    |
| 22    | Uknown Soldier        | 10/05/2009    |